# Parafia Trójcy Przenajświętszej w Wyrozębach
Parafia pw. Świętej Trójcy w Wyrozębach – rzymskokatolicka parafia należąca do dekanatu sokołowskiego, diecezji drohiczyńskiej, metropolii białostockiej.

## Miejsca święte

### Kościół parafialny
Obecny kościół powstał w latach 1858–1865 wg projektu Henryka Marconiego. Poświęcenia świątyni dokonał w 1865 ks. kan. Julian Brześciański.

### Dawniej posiadane lub użytkowane przez parafię świątynie
- Pierwszy kościół w Wyrozębach powstał w 1438. Konsekrowano go w 1445.
- Na początku XVIII wieku zbudowano kolejny kościół. Został on poważnie zniszczony podczas wojen Napoleońskich.

## Obszar parafii

### Miejscowości i ulice
W granicach parafii znajdują się miejscowości:

- Bohy,
- Borychów,
- Kobylany-Skorupki,
- Ostrówek,
- Skwierczyn-Wieś,
- Skwierczyn-Dwór,
- Wyrozęby-Konaty,
- Wyrozęby-Podawce.